# 圣马蒂纽-迪雷塞齐纽什
圣马蒂纽-迪雷塞齐纽什是葡萄牙波尔图区的一个堂区。总面积5.44平方公里，总人口1873人，人口密度344.3人/平方公里。